# 1958 في المكسيك
فيما يلي قوائم الأحداث التي وقعت خلال عام 1958 في المكسيك.

## سياسة

### تعيين في المنصب
- 1 ديسمبر – أدولفو لوبيز ماتيوس رئيس المكسيك.

### انتهاء فترة المنصب
- 30 نوفمبر – أدولفو رويز كورتينيس رئيس المكسيك.

## رياضة
- 5 فبراير – الدوري المكسيكي الممتاز 1957-58 الفائز زاكاتيبيك.

## مواليد

### يناير
- 1 يناير – أليخاندرو غيريرو منافِس أوليمبي مكسيكي.
- 1 يناير – خوسيه غوتييريس فرنانديز لاعب كرة قدم مكسيكي.
- 10 يناير – جيري إسترادا
- 11 يناير – توماس بريتو لارا سياسي مكسيكي.
- 12 يناير – خوان هيريرا ملاكم مكسيكي.
- 20 يناير – لويس فيرناندو تينا لاعب كرة قدم مكسيكي.
- 22 يناير – برونو رودريغيز بارييا سياسي كوبي.
- 25 يناير – غوستافو كارديناس غوتيريز سياسي مكسيكي.

### فبراير
- 9 فبراير – أليخاندرا غوزمان ممثلة مكسيكية.
- 12 فبراير – فيكتور مانويل توريس سياسي مكسيكي.
- 13 فبراير – مانويل كارديناس فونسيكا سياسي مكسيكي.
- 14 فبراير – بيدرو خيمينيز ليون سياسي مكسيكي.
- 19 فبراير – رافاييل ميزا فارس من الولايات المتحدة الأمريكية.
- 28 فبراير – مانويل توريس فيليكس مهرب مخدرات مكسيكي.

### مارس
- 5 مارس – بياتريس أدريانا مغنية مكسيكية.
- 12 مارس – رودريغو غونزاليس باريوس سياسي مكسيكي.
- 13 مارس – جويليرمو أرياجا
- 16 مارس – خورخي راموس
- 25 مارس – فيدال فرنانديز لاعب كرة قدم أمريكي.

### أبريل
- 4 أبريل – ألبرتو كارديناس سياسي مكسيكي.
- 15 أبريل – بابلو لونا
- 25 أبريل – جيفري ماكس جونز سياسي مكسيكي.
- 29 أبريل – روخيليو رودريغيز خافيير سياسي مكسيكي.
- 29 أبريل – صوفيا ألفاريز

### مايو
- 3 مايو – روبرتو أريدوندو ملاكم مكسيكي.
- 14 مايو – إنريكي سيرانو إسكوبار سياسي مكسيكي.
- 22 يوليو – رودولفو لاسي تامايو
- 26 مايو – فيليبي غونزاليس رويز سياسي مكسيكي.

### يونيو
- 7 يونيو – روبرتو لوبيز غونزاليس سياسي مكسيكي.
- 25 يونيو – لويس هرنانديز كروز سياسي مكسيكي.
- 27 يونيو – إدواردو أوسوريو صحفي مكسيكي.
- 29 يونيو – بيدرو فيغا زامبرانو لاعب كرة قدم مكسيكي.

### يوليو
- 11 يوليو – هوغو سانشيز لاعب كرة قدم مكسيكي.
- 19 يوليو – مارتين برموديز عداء مشي مكسيكي.
- 22 يوليو – رودولفو لاسي تامايو

### أغسطس
- 27 أغسطس – خوسيه هرنانديز
- 28 أغسطس – أنطونيو أفيلار ملاكم مكسيكي.

### سبتمبر
- 26 سبتمبر – كارلوس رينيه سانشيز جيل سياسي مكسيكي.

### أكتوبر
- 3 أكتوبر – فرنسيسكو روجاس سان رومان سياسي مكسيكي.
- 13 أكتوبر – آنا بيرثا إيسبين ممثلة مكسيكية.
- 16 أكتوبر – أرماندو مانزو لاعب كرة قدم مكسيكي.
- 20 أكتوبر – خافيير غيريرو غارسيا سياسي مكسيكي.
- 21 أكتوبر – باتريشيا اسبينوزا سياسية ودبلوماسية مكسيكية.

### نوفمبر
- 14 نوفمبر – سيرجيو غويري ممثل مكسيكي.
- 27 نوفمبر – سيرجيو روبيو لاعب كرة قدم مكسيكي.

### ديسمبر
- 1 ديسمبر – خافيير أغيري لاعب ومدرب كرة قدم مكسيكي.
- 3 ديسمبر – خوسيه لويس راميريز ملاكم مكسيكي.
- 5 ديسمبر – خوليو غالان فنان مكسيكي.
- 8 ديسمبر – ماركو أنطونيو تريجو لاعب كرة قدم مكسيكي.
- 10 ديسمبر – كارلوس دي لوس كوبوس لاعب كرة قدم مكسيكي.
- 22 ديسمبر – هيكتور خافيير هرنانديز سياسي مكسيكي.

## وفيات

### أبريل
- 3 أبريل – كارلوس كاستانيدا (مواليد 1896) مؤرخ أمريكي.

### يوليو
- 4 يوليو – فرناندو دي فوينتيس (مواليد 1894) مخرج أفلام مكسيكي.